# Plesiotrochus luteus
Plesiotrochus luteus är en snäckart. Plesiotrochus luteus ingår i släktet Plesiotrochus och familjen Cerithiidae. Inga underarter finns listade i Catalogue of Life.